# Лозицька Сталіна Павлівна
Сталіна Павлівна Лозицька (нар. 29 червня 1940, с. Кочієри, Дубосарський район, Молдавська РСР) ― українська працівниця Полонського порцелянового заводу, Заслужений раціоналізатор Української РСР.

## Біографія
1966 року закінчила Львівський політехнічний інститут за спеціальністю інженер-технолог. 
З 1957 р. по 1961 р. працювала живописцем цеху на Полонському заводі художньої кераміки.
На Полонському фарфоровому заводі працювала з 1968 р. по 2006 р. майстром формувального цеху, інженером-аналітиком технологічної лабораторії, начальником технологічної лабораторії, головним технологом заводу,  майстром цеху художнього оформлення, начальником технологічної лабораторії, начальником центральної заводської лабораторії та заступником головного інженера, начальником  технологічної лабораторії відділу технології виробництва та лабораторних досліджень.

## Відзнаки
1990 року надано звання Заслужений раціоналізатор Української РСР.
Нагороджена медаллю «За трудову відзнаку» 1981 р.